# Tetela de Ocampo
Tetela de Ocampo, plus communément appelée Tetela, est un municipio (municipalité mexicaine) de l’État de Puebla.